# Egnasia ocellata
Egnasia ocellata är en fjärilsart som beskrevs av Moore 1885. Egnasia ocellata ingår i släktet Egnasia och familjen nattflyn. Inga underarter finns listade i Catalogue of Life.